# Basilica Palladiana

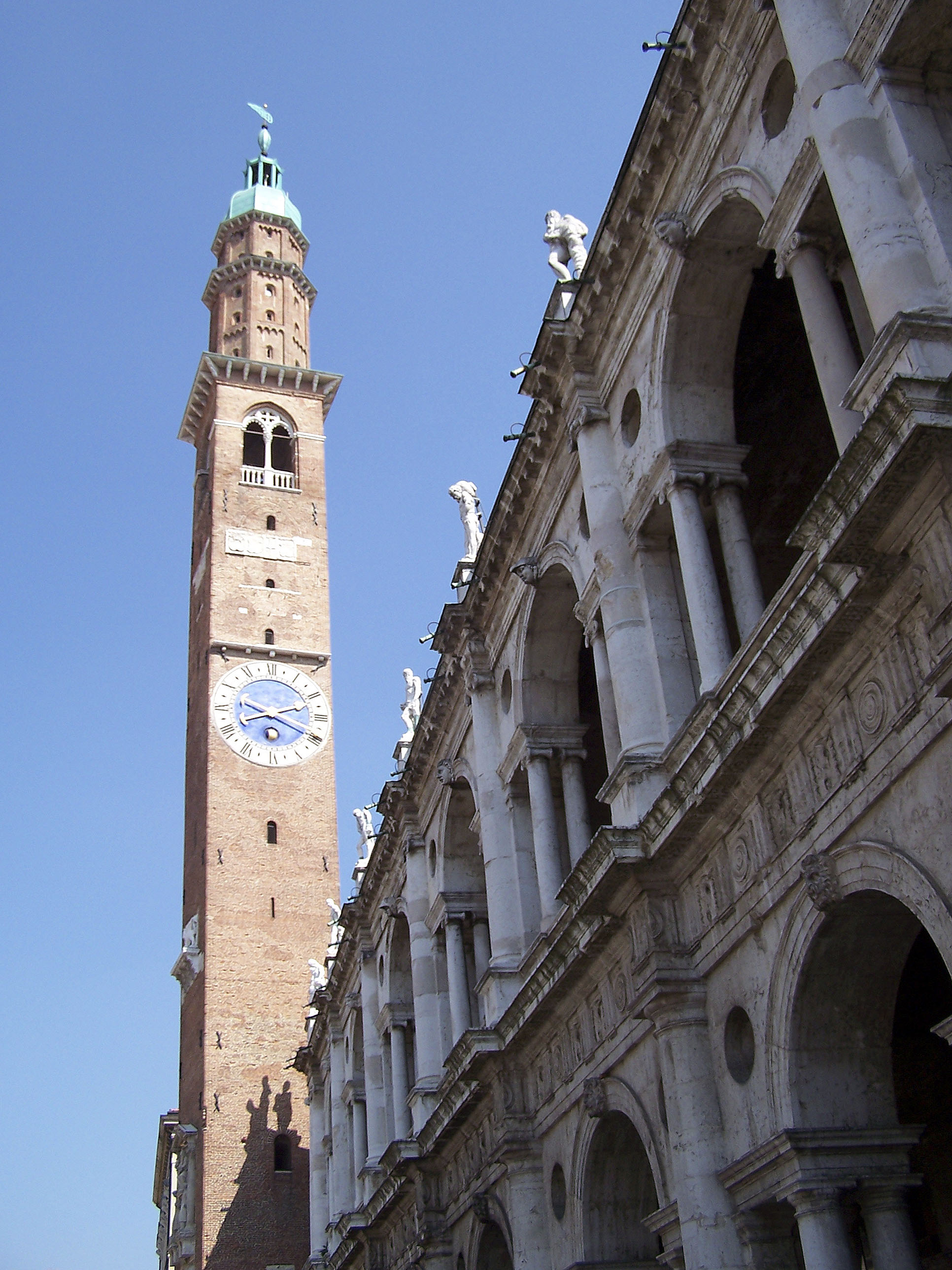
Klokkentoren en Loggia van de Basilica Palladiana.

De Basilica Palladiana is een renaissance-gebouw in het centrum van Vicenza aan het Piazza dei Signori. Het opmerkelijkste gedeelte is de loggia, die kan worden gezien als een van de eerste voorbeelden in de stijl van de Italiaanse architect Andrea Palladio.
Het gebouw was van origine een regeringszetel uit de vijftiende eeuw, het Palazzo della Ragione, en bevatte naast de ruime zaal een groot aantal kleinere winkeltjes op de begane grond. Toen een gedeelte van het gebouw in de zestiende eeuw instortte, werd Palladio geselecteerd om het gebouw te renoveren (april 1549). Palladio ontwierp een nieuwe façade in marmeren classicistische vormen, een loggia en een portaal, die nu de oorspronkelijke gotische restanten van het eerdere gebouw verhullen.
Het gebouw was pas klaar in 1614, dertig jaar na de dood van Palladio. Het gebouw biedt momenteel  onderdak aan tentoonstellingen en publieke bijeenkomsten. De begane grond herbergt nog steeds een groot aantal kleine winkels. Aan de zijkant van het gebouw staat een standbeeld van Palladio.
De openingsscènes van de verfilming van Mozarts opera Don Giovanni door Joseph Losey werden in en rond de Basilica Palladiana opgenomen.

## Fotogalerij

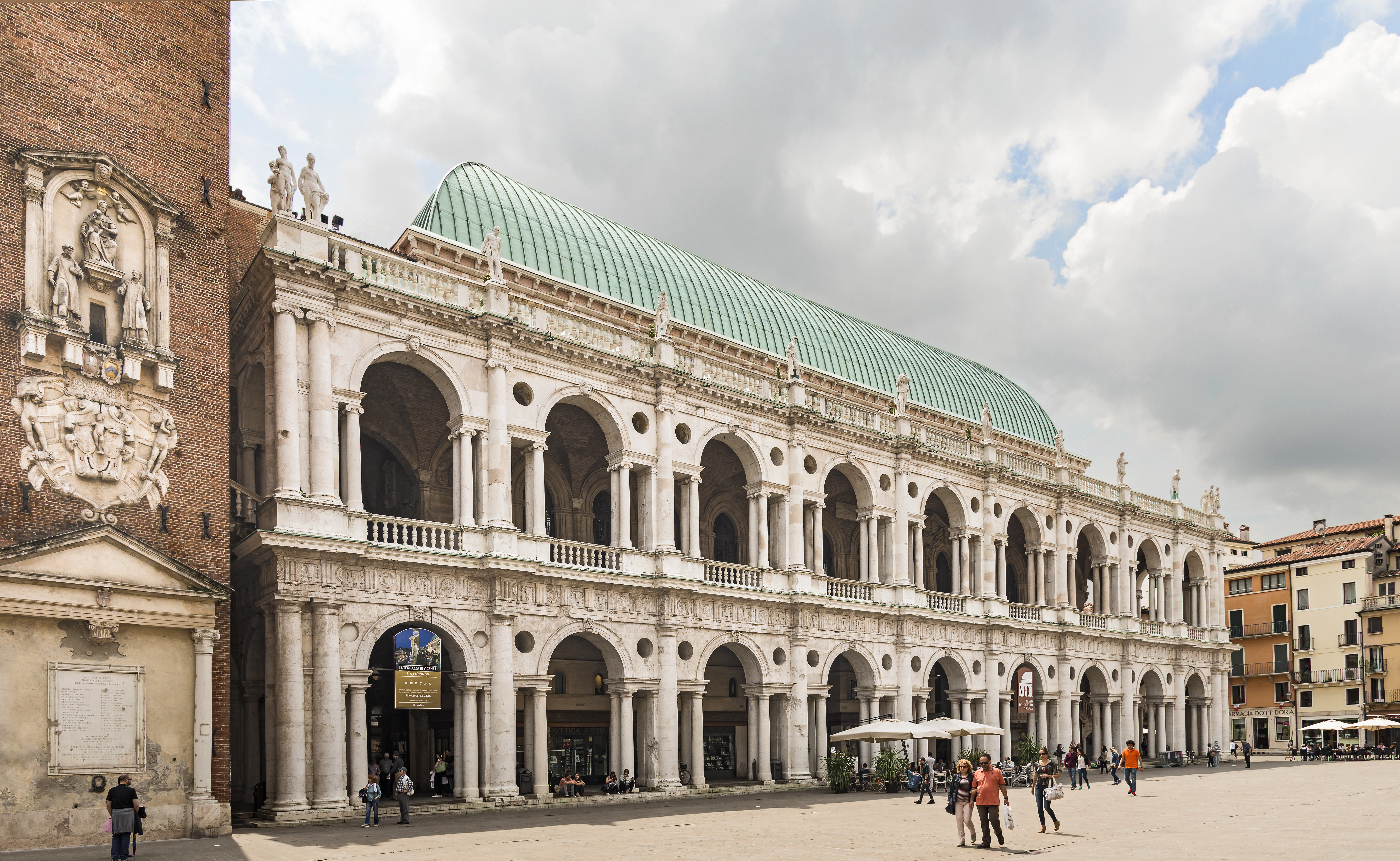
Loggia en Piazza dei Signori
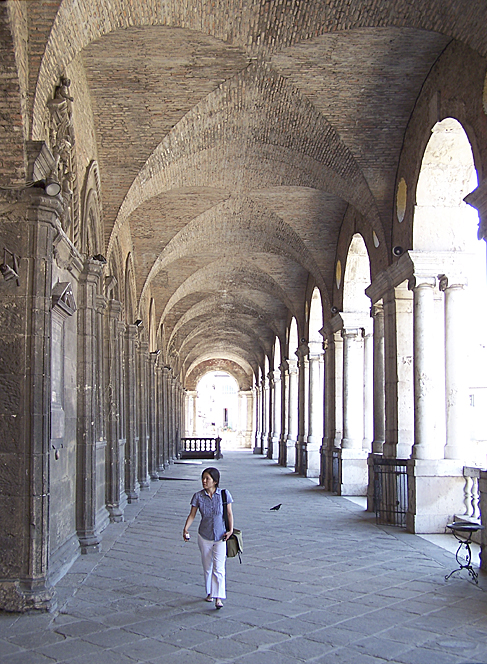
Eerste verdieping van de Loggia
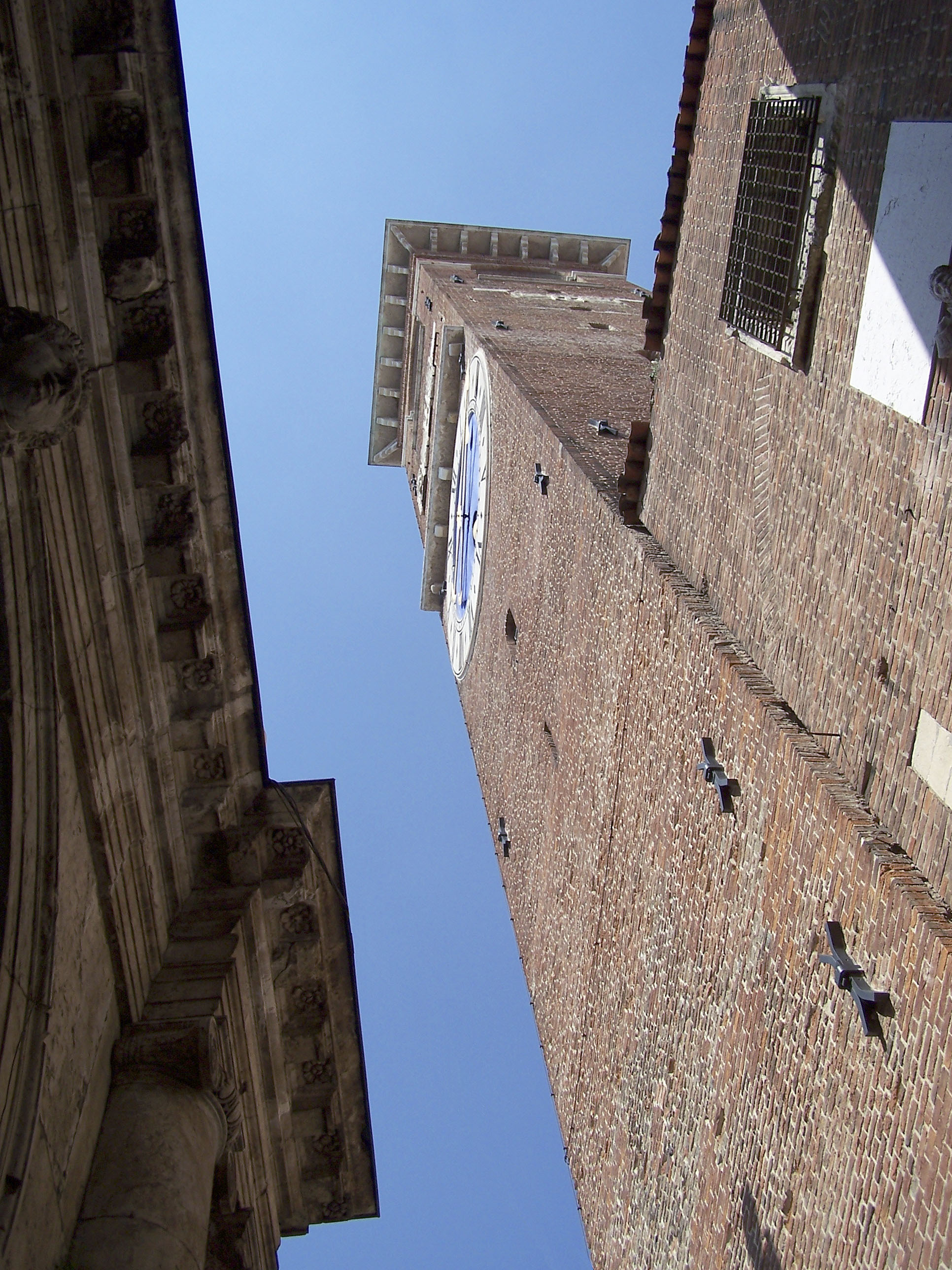
Klokkentoren